# Hành vi rập khuôn ở động vật
Hành vi rập khuôn (Stereotypy) ở động vật là một thuật ngữ cho một nhóm các hành vi có cùng kiểu hình lặp đi lặp lại, giống hệt nhau về mặt hình thái và không có mục tiêu hoặc chức năng rõ ràng, sự khuôn sáo hay khuôn rập, rập khuôn đề cập đến cái được lặp đi, lặp lại nhiều lần khiến trở nên máy móc, nhàm chán, vô vị. Đây là một trong những chủ đề của việc nghiên cứu hành vi động vật nhưng vẫn còn sự mơ hồ trong những tài liệu khoa học. Những hành vi này có thể là không tốt, thậm chí liên quan đến việc tự gây thương tích hoặc giảm sức sinh sản, và trong động vật thí nghiệm có thể gây nhiễu loạn nghiên cứu hành vi. Đây là hành vi lặp lại bất thường. Chúng thường được thực hiện bởi một cá thể bị căng thẳng (stress), chán nản, hoặc cảm thấy thiếu sự tự kiểm soát hoặc thiếu sự lựa chọn. Đây là một dấu hiệu cho thấy một cái gì đó trong môi trường sống hoặc thói quen của chúng cần phải được thay đổi.
Những hành vi này được định nghĩa là bất thường ở động vật khi chúng chỉ thể hiện ở những động vật phải chịu môi trường nuôi nhốt khô khan, nhàm chán, hoặc bị giam cầm và cho ăn theo lịch trình hoặc những hạn chế, thiếu thốn về sự tương tác xã hội và các trường hợp chán nản khác, nhưng hành vi này lại không phát sinh ở động vật bình thường trong môi trường tự nhiên của chúng, ví dụ những con voi bị giam cầm lâu ngày thường có hành vi đung đưa chiếc vòi một cách vô thức và không rõ lý do gì hoặc hành vi thò mũi đánh hơi khịt khịt của những con chuột bị nhốt lâu ngày để thí nghiệm có thể trở thành một thói quen.
Các hành vi khuôn sáo máy móc được cho là nguyên nhân cuối cùng do môi trường nhân tạo không cho phép động vật thỏa mãn nhu cầu hành vi bình thường của chúng. Thay vì đề cập đến hành vi là bất thường, có ý kiến cho rằng nó được mô tả là biểu hiện hành vi tất nhiên của một môi trường bất bình thường. Hành vi khuôn sáo cũng có thể đề cập đến các hành vi bình thường cho thấy mức độ biến đổi thấp về các hình thái hành vi xảy ra. Ví dụ, chu kỳ nhai lại của động vật có vú, chúng chỉ nhai đi nhai lại cả ngày hoặc cá bắt con mồi bằng cách hút thức ăn. Mức độ rập khuôn có thể khác nhau rõ rệt giữa các loài liên quan chặt chẽ tham gia vào cùng một hành vi.